# Renheji
Renheji (kinesiska: 仁和集) är en köping i östra Kina. Den ligger i Tianchang i staden Chuzhou i provinsen Anhui, omkring 190 kilometer nordost om provinshuvudstaden Hefei. Antalet invånare är 34 785. Befolkningen består av 17 425 kvinnor och 17 360 män. Barn under 15 år utgör 15,0 %, vuxna 15-64 år 71 %, och äldre över 65 år 12,0 %.